# Локотское сельское поселение
Локотское сельское поселение — упразднённое муниципальное образование в Крестецком муниципальном районе Новгородской области России, существовавшее в 2005—2010 годах.
Административный центр — деревня Локотско.
Территория сельского поселения расположена в центральной части Новгородской области, к северу от посёлка Крестцы. По территории муниципального образования протекает река Холова.
Локотское сельское поселение было образовано в соответствии с законом Новгородской области от 11 ноября 2005 года № 559-ОЗ. Упразднено областной законом № 719-ОЗ от 12 апреля 2010 года.

## Населённые пункты
На территории сельского поселения расположены 13 населённых пунктов (деревень): Борисово, Бычково, Вильи Горы, Витебско, Гришкино, Еваничи, Железово, Китово, Локотско, Мельница, Молчино, Нароново и Самлово.

## Транспорт
Есть автодорога из Локотско до деревни Новое Рахино, через которую проходит федеральная автомобильная дорога «Россия» М10 (E 105).